# Список умерших в 659 году

## Март
- 1 марта — Сухайб ар-Руми — сподвижник исламского пророка Мухаммеда.
- 17 марта — Гертруда Нивельская — святая неразделённой церкви, почитается как в католичестве, так и в православии, настоятельница Нивельского аббатства, расположенного на территории современной Бельгии.

## Дата смерти неизвестна или требует уточнения
- Ишояб III, католикос-патриарх Церкви Востока (649—659).
- Халлыг Ышбара-Джагбу хан — каган Западно-тюркского каганата (653—657).
- Чу Суйлян, китайский политик, каллиграф времен империи Тан.
- Ышбара-Толис-шад хан — каган Западно-тюркского каганата (634—659).